# Saulė
Pour les articles homonymes, voir Saule (homonymie).

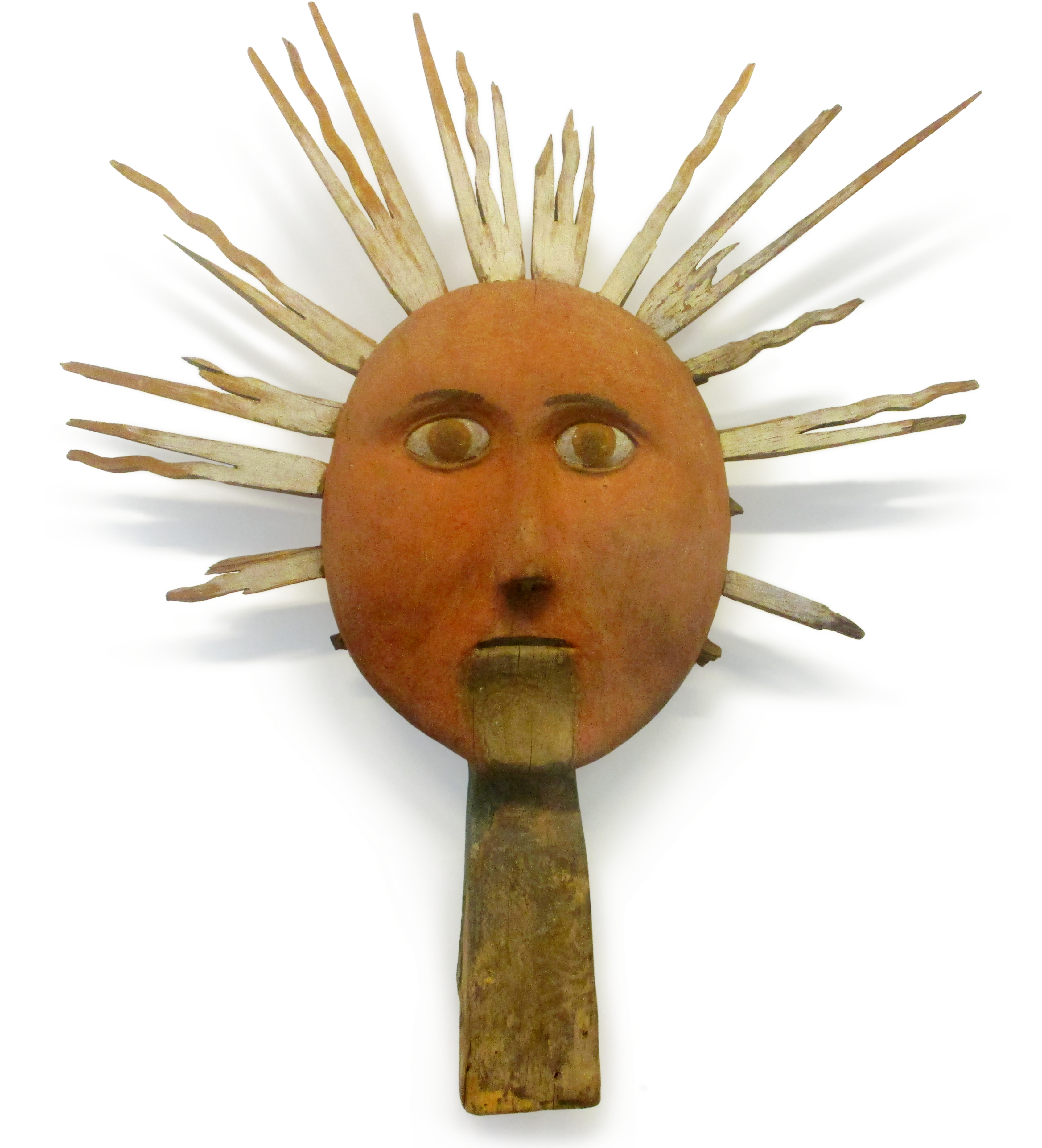
Icône de Saulė utilisée pour des rituels paysans au début du 20ème siècle à Palūšė (municipalité du district d'Ignalina). Musée national de Lituanie.

Saulė (en lituanien Saulė, en letton Saule) est la déesse balte du Soleil.

## Représentation
Saulé est la déesse balte du soleil et fertilité Saule chez les anciens lettons, est une déesse particulièrement importante. Elle incarne l’astre solaire et la fertilité, veillant sur les malheureux et orphelins. Elle est la mère des Saules meitas et a son domaine au sommet des plus hautes montagnes, et traverse les cieux dans son chariot d’or. La nuit, elle navigue sur la mer. Elle est particulièrement vénérée chez tous les peuples baltes et son symbole est une magnifique pomme rouge.

## Famille

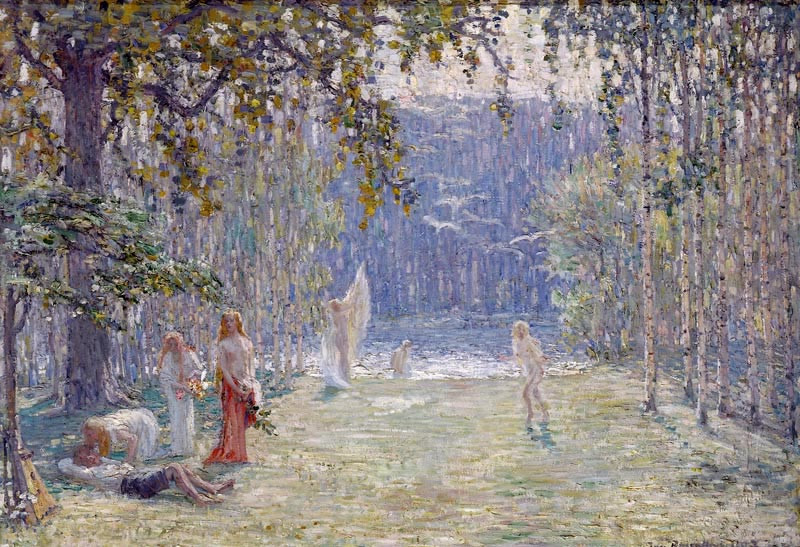
Saules meitas (Les filles de Saulė), peinture de Janis Rozentāls vers 1912.

## Honneur
L'astéroïde (428694) Saule porte son nom.